# (3892) Dezsö
(3892) Dezsö es un asteroide perteneciente al cinturón de asteroides descubierto el 19 de abril de 1941 por Liisi Oterma desde el observatorio de Iso-Heikkilä en Turku, Finlandia.
Está nombrado en honor de Dezsö Loránt (1914-2003), astrónomo húngaro amigo de la descubridora.